# نهائي كأس الكؤوس الأوروبية 1992
نهائي كأس الكؤوس الأوروبية 1992 هي المباراة النهائية من منافسة كأس الكؤوس الأوروبية 1991–92، أقيمت المباراة في 6 مايو 1992، في ملعب دا لوز، بين فريقي فيردر بريمن، ونادي موناكو، وفاز فيها فيردر بريمن، بعد أن هزم نادي موناكو، بنتيجة 2 - 0، وكان حكم المباراة Pietro D'Elia ‏، وحضر المباراة 16000 شخصاً.

## تفاصيل المباراة
لعبت المباراة النهائية في 6 مايو 1992.
| فيردر بريمن | 2 -0 | نادي موناكو |
| ----------- | ---- | ----------- |
|             |      |             |